# How long?
「How long?」（ハウ・ロング）はKNOCK OUT MONKEYの楽曲で、4枚目のシングル。2014年11月19日に発売。発売元はビーイング。

## 解説
前作「Greed」以来3ヶ月ぶりのシングル。プロモーションビデオは初タッグとなる新宮良平が監督を担当。初めてCGを導入した作品となっており、『煩悩に支配された猿　覚醒の時が訪れる』という楽曲の世界観とリンクするテーマのもと撮影された。初回盤のみ7月25日になんばHatchで行われた「“INPUT ∝ OUTPUT” Tour」の模様を収録。
2014年12月31日大晦日にオンエアされたTBS系の音楽番組『CDTVスペシャル！年越しプレミアライブ2014⇒2015』でこの楽曲を披露し、Twitterのトレンドに「ノクモン」が入った。

## 収録曲
全曲 作詞：w-shun、作曲:KNOCK OUT MONKEY、編曲：大島こうすけ・KNOCK OUT MONKEY（特記以外）

### 初回盤
CD
1. How long? [3:23]
2. If you fly [3:27]

DVD
1. I still
2. Paint it Out!!!!
3. Greed
4. Challenge & Conflict
5. realize
6. You have got freedom
7. BREAK
8. Flight

### 通常盤
1. How long? [3:23]
2. If you fly [3:27]
3. TODAY 〜another one〜
編曲：KNOCK OUT MONKEY